# Lijst van rijksmonumenten in Maastricht/Van Hasseltkade
Een overzicht van de 20 rijksmonumenten in de stad Maastricht gelegen aan of bij de Van Hasseltkade.
| Object | Oorspronkelijke functie? | Bouwjaar               | Architect | Locatie               | Coördinaten?                  | Nr.?  | Afbeelding        |
| --- | ------------------------ | ---------------------- | --------- | --------------------- | ----------------------------- | ----- | ----------------- |
| Pand bestaande uit een parterre met twee verdiepingen en een zadeldak.                                                                                      | Gebouw                   | midden 19e eeuw        |           | Van Hasseltkade 1     | 50° 51' 15" NB, 5° 41' 36" OL | 27075 | Meer afbeeldingen |
| Pand met drie verdiepingen en zadeldak. | Gebouw                   | midden 19e eeuw        |           | Van Hasseltkade 2     | 50° 51' 15" NB, 5° 41' 37" OL | 27076 | Meer afbeeldingen |
| Pand met drie verdiepingen en zadeldak. | Gebouw                   | midden 19e eeuw        |           | Van Hasseltkade 3     | 50° 51' 15" NB, 5° 41' 37" OL | 27077 | Meer afbeeldingen |
| Pand met twee verdiepingen met gescheiden cordonbanden van hardsteen en zadeldak.                                                                           | Gebouw                   | midden 19e eeuw        |           | Van Hasseltkade 4     | 50° 51' 15" NB, 5° 41' 36" OL | 27078 | Meer afbeeldingen |
| Huis met lijstgevel. | Gebouw                   | vierde kwart 18e eeuw  |           | Van Hasseltkade 6     | 50° 51' 14" NB, 5° 41' 37" OL | 27079 | Meer afbeeldingen |
| Huis met lijstgevel. | Gebouw                   | 1762                   |           | Van Hasseltkade 7     | 50° 51' 14" NB, 5° 41' 37" OL | 27080 | Meer afbeeldingen |
| Huis met lijstgevel. | Gebouw                   | derde kwart 18e eeuw   |           | Van Hasseltkade 8     | 50° 51' 13" NB, 5° 41' 37" OL | 27081 | Meer afbeeldingen |
| Voormalige edelmanswoning met voorhuis met zijgevel aan de Raamstraat, onderaan met speklagen.                                                              | Gebouw                   | 16e eeuw               |           | Van Hasseltkade 9     | 50° 51' 13" NB, 5° 41' 37" OL | 27082 | Meer afbeeldingen |
| Huis met een lijstgevel in de trant van de voorgevel van nr 9 doch met een latere tweede verdieping.                                                        | Gebouw                   | 16e-19e eeuw           |           | Van Hasseltkade 10-11 | 50° 51' 13" NB, 5° 41' 37" OL | 27083 | Meer afbeeldingen |
| Huis waarvan de voorgevel eindigt in een hoofdgestel met trigliefen.                                                                                        | Woonhuis                 | laatste helft 18e eeuw |           | Van Hasseltkade 12    | 50° 51' 12" NB, 5° 41' 37" OL | 27084 | Meer afbeeldingen |
| Huis met lijstgevel. | Woonhuis                 | derde kwart 18e eeuw   |           | Van Hasseltkade 13    | 50° 51' 12" NB, 5° 41' 37" OL | 27085 | Meer afbeeldingen |
| Huis met brede lijstgevel met een recht afgedekte koetspoort. Gebroken kap en twee dakkapellen, waartussen een fronton met reliefvoorstelling van Neptunus. | Woonhuis                 | 19e eeuw               |           | Van Hasseltkade 14-15 | 50° 51' 12" NB, 5° 41' 37" OL | 27086 | Meer afbeeldingen |
| Huis met sterk gewijzigde voorgevel. | Woonhuis                 | 17e eeuw               |           | Van Hasseltkade 16    | 50° 51' 11" NB, 5° 41' 37" OL | 27087 | Meer afbeeldingen |
| Huis met sterk gewijzigde voorgevel. | Woonhuis                 | 17e eeuw               |           | Van Hasseltkade 17    | 50° 51' 11" NB, 5° 41' 37" OL | 27088 | Meer afbeeldingen |
| Huis met gepleisterde lijstgevel. | Woonhuis                 | 19e eeuw               |           | Van Hasseltkade 18    | 50° 51' 11" NB, 5° 41' 37" OL | 27089 | Meer afbeeldingen |
| Huis met gepleisterde lijstgevel. | Gebouw                   |                        |           | Van Hasseltkade 19    | 50° 51' 11" NB, 5° 41' 37" OL | 27090 | Meer afbeeldingen |
| Groot huis, afgedekt door een gebroken schilddak, met een brede lijstgevel.                                                                                 | Gebouw                   |                        |           | Van Hasseltkade 20    | 50° 51' 10" NB, 5° 41' 37" OL | 27091 | Meer afbeeldingen |
| Huis met lijstgevel. | Handel en kantoor        | 18e eeuw               |           | Van Hasseltkade 21    | 50° 51' 9" NB, 5° 41' 37" OL  | 27092 | Meer afbeeldingen |
| Huis, met trapgevel opzij. | Woonhuis                 | 17e eeuw               |           | Van Hasseltkade 22    | 50° 51' 9" NB, 5° 41' 37" OL  | 27093 | Meer afbeeldingen |
| Huis, met trapgevels opzij en een voorgevel in de trant der zgn. Maaslandse renaissance.                                                                    | Gebouw                   | 17e eeuw               |           | Van Hasseltkade 23    | 50° 51' 9" NB, 5° 41' 37" OL  | 27094 | Meer afbeeldingen |